# 99. pehotna divizija (ZDA)
99. pehotna divizija (izvirno angleško 99th Infantry Division) je bila pehotna divizija Kopenske vojske ZDA.